# Стеббинс, Эмма
Эмма Стеббинс (англ. Emma Stebbins; 1815—1882) — одна из первых американских женщин-скульпторов.

## Биография
Родилась 1 сентября 1815 года в Нью-Йорке в богатой семье, которая поддерживала её стремление к искусству с раннего возраста.

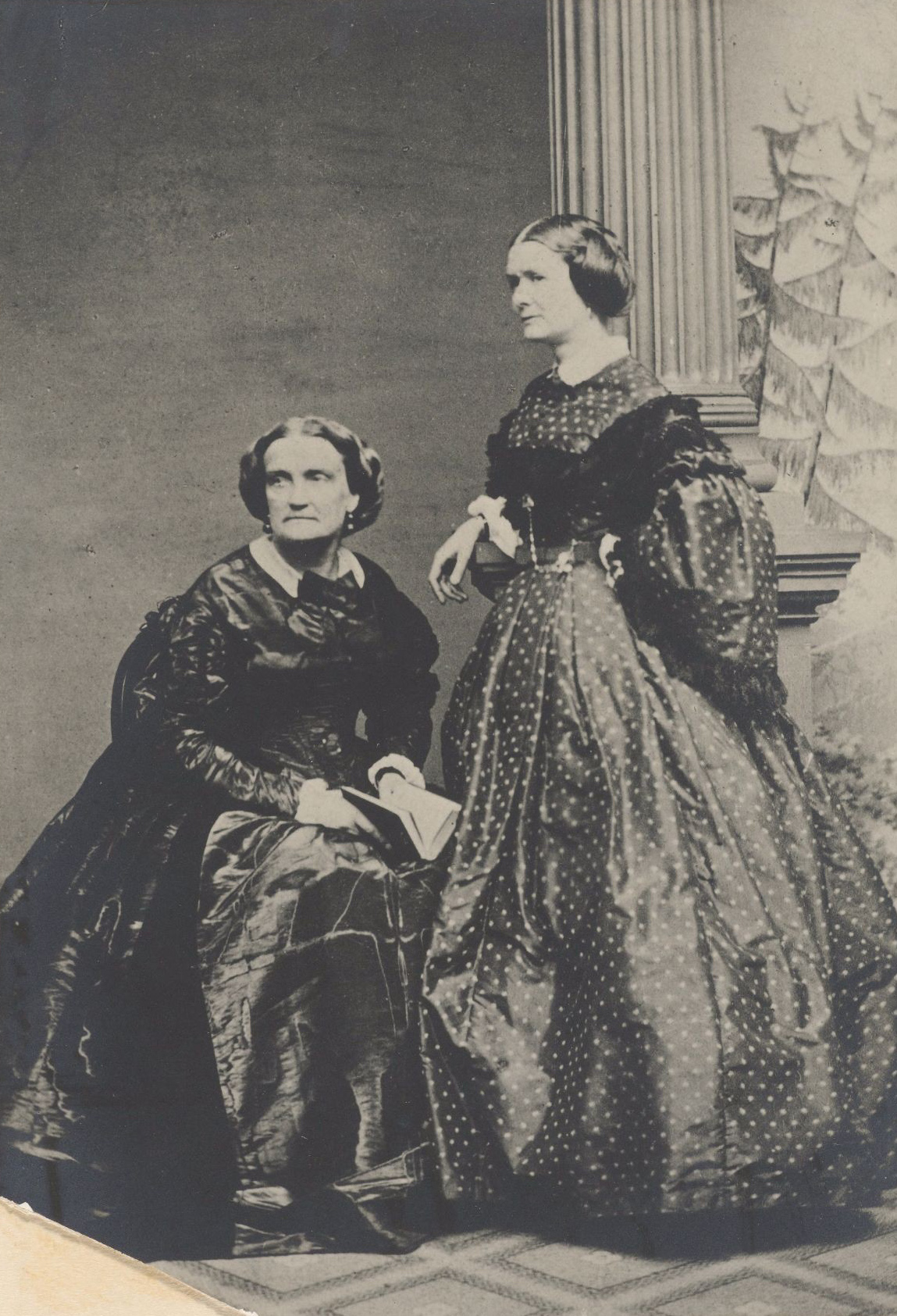
Шарлотта Кашмен и Эмма Стеббинс

В 1857 году, спонсируемая своим братом — Генри Джорджем Стеббинсом, главой Нью-Йоркской фондовой биржи, Эмма поехала в Рим с женщиной-скульптором Харриет Хосмер, которая, в свою очередь, утвердилась там в 1852 году. Стеббинс училась под руководством уэльского скульптора Джона Гибсона, работавшего В Риме в то время. В Риме она влюбилась в актрису Шарлотту Кушман и быстро втянулась в лесбиянский образ жизни, что в Риме было более терпимо, чем в Нью-Йорке. Кушман и Стеббинс начали вместе путешествовать, сразу же поехав в Неаполь. Вернувшись домой, они начали проводить время в кругу американской женщины-скульптора афро-индейского происхождения — Эдмонии Льюис. Периодически к ним подключалась Харриет Хосмер. Все они без стеснения выказывали привязанность друг к другу.
В этот период времени Эмма выполнила портретный бюст Шарлотты Кушман, которая в 1869 году заболела раком груди и Эмма Стеббинс ухаживала за больной подругой, пожертвовав на это время своей карьерой. В следующем году пара вернулась в Соединённые Штаты, где Шарлотта умерла в 1876 году. После её смерти Эмма больше не выполнила ни одной скульптуры.
Умерла 25 октября 1882 года в Нью-Йорке. Была похоронена, как и другие члены её семьи на кладбище Грин-Вуд в Бруклине, Нью-Йорк.

## Труды

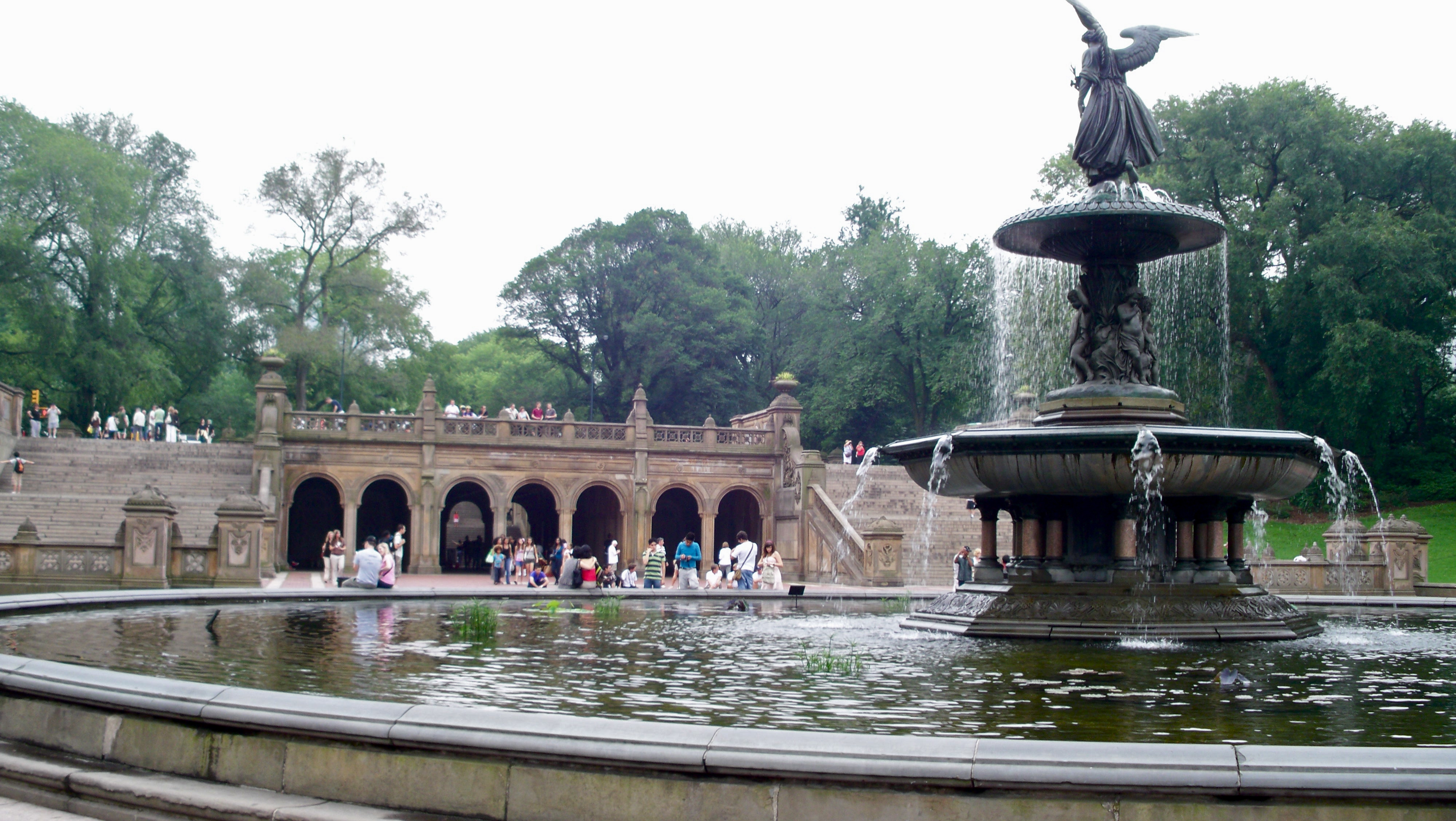
«Angel of the Waters» на Террасе Бетесда

Одна из наиболее известных работ Эммы Стеббинс — композиция «Angel of the Waters», украшающая фонтан Бетесда (англ. Bethesda Fountain) в Центральном парке Нью-Йорка. Создана в 1862 году и установлена на место в 1873 году. Фонтанный комплекс считается одним из великих произведений девятнадцатого века в американской скульптуре.
Её бронзовая статуя педагога Хораса Манна установлена в Бостоне в 1865 году.